# Anton Mamageiszwili
Anton Mamageiszwili (gruz. ანტონ მამაგეიშვილმა ;ur. 12 sierpnia 1987) – gruziński zapaśnik startujący w stylu klasycznym. Zajął piąte miejsce na mistrzostwach Europy w 2010. Trzeci w Pucharze Świata w 2010 roku.